# ASVEL Lyon-Villeurbanne 2021-2022
Questa voce raccoglie le informazioni riguardanti l'ASVEL Lyon-Villeurbanne nelle competizioni ufficiali della stagione 2021-2022.

## Stagione
La stagione 2021-2022 dell'ASVEL Lyon-Villeurbanne è la 74ª nel massimo campionato francese di pallacanestro, la Pro A.

## Roster
Aggiornato al 26 luglio 2021.
| LDLC ASVEL 2021-22 | LDLC ASVEL 2021-22 |
| Giocatori          | Staff tecnico      |
| ------------------ | ------------------ |

| N. | Naz.                                         | Ruolo | Nome                 | Anno | Alt.   | Peso   |  |
| -- | -------------------------------------------- | ----- | -------------------- | ---- | ------ | ------ |  |
| 0  | Francia (bandiera)                           | P     | Élie Okobo           | 1997 | 191 cm | 86 kg  |  |
| 1  | Francia (bandiera)                           | C     | Victor Wembanyama    | 2004 | 219 cm | 95 kg  |  |
| 2  | Stati Uniti (bandiera)                       | AG    | Raymar Morgan        | 1988 | 203 cm | 100 kg |  |
| 3  | Stati Uniti (bandiera)                       | P     | Chris Jones          | 1993 | 188 cm | 91 kg  |  |
| 5  | RD del Congo (bandiera) · Francia (bandiera) | AP    | Charles Kahudi (C)   | 1986 | 199 cm | 100 kg |  |
| 6  | Francia (bandiera)                           | G     | Paul Lacombe         | 1990 | 195 cm | 97 kg  |  |
| 8  | Francia (bandiera)                           | P     | Antoine Diot         | 1989 | 193 cm | 86 kg  |  |
| 9  | Stati Uniti (bandiera)                       | G     | Marcos Knight        | 1989 | 188 cm | 98 kg  |  |
| 11 | Francia (bandiera)                           | A     | Elwin Ndjock         | 2001 | 200 cm |        |  |
| 12 | Francia (bandiera)                           | P     | Romain Parmentelot   | 2004 | 190 cm |        |  |
| 13 | Francia (bandiera)                           | AG    | Zaccharie Risacher   | 2005 | 204 cm |        |  |
| 14 | Stati Uniti (bandiera)                       | AC    | James Gist           | 1986 | 205 cm | 105 kg |  |
| 19 | Senegal (bandiera) · Francia (bandiera)      | C     | Youssoupha Fall      | 1995 | 223 cm | 125 kg |  |
| 21 | Stati Uniti (bandiera) · Germania (bandiera) | AC    | Dylan Osetkowski     | 1996 | 206 cm | 115 kg |  |
| 23 | Stati Uniti (bandiera)                       | GA    | David Lighty         | 1988 | 198 cm | 100 kg |  |
| 25 | Francia (bandiera)                           | A     | William Howard       | 1993 | 203 cm | 94 kg  |  |
| 28 | Francia (bandiera)                           | PG    | Kymany Houinsou      | 2004 | 196 cm |        |  |
| 32 | Francia (bandiera)                           | PG    | Matthew Strazel      | 2002 | 182 cm | 80 kg  |  |
| 37 | Grecia (bandiera)                            | AG    | Kōstas Antetokounmpo | 1997 | 208 cm | 91 kg  |  |
| -  | Francia (bandiera)                           | AG    | Victor Diallo        | 2001 | 201 cm |        |  |
| -  | Francia (bandiera)                           | AP    | Killian Malwaya      | 2005 | 197 cm |        |  |
| -  | Gambia (bandiera)                            | C     | Babacar Mbye         | 2002 | 208 cm |        |  |

| Allenatore |
| - T.J. Parker                                                                                                  |
| Assistente/i                                                                                                   |
| - Morgan Belnou - Frédéric Fauthoux - Bryan George Legenda - (C) Capitano - (IN) Inattivo - Infortunato Roster |

## Mercato

### Sessione estiva
| Acquisti | Acquisti             | Acquisti         | Acquisti   | Acquisti |
| R.       | Nome                 | da               | Modalità   |          |
| -------- | -------------------- | ---------------- | ---------- | -------- |
| AG       | Raymar Morgan        | Karşıyaka        | svincolato |          |
| C        | Victor Wembanyama    | Nanterre 92      | svincolato |          |
| P        | Élie Okobo           | Long Island Nets | svincolato |          |
| AG       | Kōstas Antetokounmpo | L.A. Lakers      | svincolato |          |
| P        | Chris Jones          | Maccabi Tel Aviv | svincolato |          |
| AC       | Dylan Osetkowski     | Ulma             | svincolato |          |
| C        | Youssoupha Fall      | Saski Baskonia   | svincolato |          |
| AC       | James Gist           | Bayern Monaco    | svincolato |          |

| Cessioni | Cessioni           | Cessioni          | Cessioni       | Cessioni |
| R.       | Nome               | a                 | Modalità       |          |
| -------- | ------------------ | ----------------- | -------------- | -------- |
| AG       | Amine Noua         | Andorra           | fine contratto |          |
| C        | Kevarrius Hayes    | Bursaspor         | fine contratto |          |
| P        | Thomas Heurtel     | Real Madrid       | fine contratto |          |
| AG       | Guerschon Yabusele | Real Madrid       | fine contratto |          |
| C        | Moustapha Fall     | Olympiakos        | fine contratto |          |
| AC       | Ismaël Bako        | Manresa           | fine contratto |          |
| C        | Matthew Marsh      | W.F. Dem. Deacons | rescissione    |          |
| P        | Norris Cole        | Málaga            | fine contratto |          |

### Dopo l'inizio della stagione
| Acquisti | Acquisti      | Acquisti   | Acquisti         | Acquisti   |
| R.       | Nome          | da         | Data             | Modalità   |
| -------- | ------------- | ---------- | ---------------- | ---------- |
| G        | Marcos Knight | Free agent | 12 novembre 2021 | svincolato |

| Cessioni | Cessioni | Cessioni | Cessioni | Cessioni |
| R.       | Nome     | a        | Data     | Modalità |
| -------- | -------- | -------- | -------- | -------- |